# Equiria

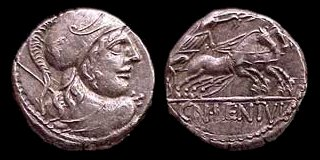
Denier romain représentant une course de cheval sur le Champ de Mars

Les Equiria ou Equirria ou Ecurria sont des fêtes en l'honneur de Mars et célébrées les 27 février et 14 mars, traditionnellement époque de l'année où les Romains préparaient de nouvelles campagnes militaires.
Des courses de chevaux, organisées sur le Champ de Mars, marquaient principalement les cérémonies.

## Étymologie
Equirria ou Ecurria se décompose en *equi-curr-ia, du latin equus, cheval, .

## Sources antiques

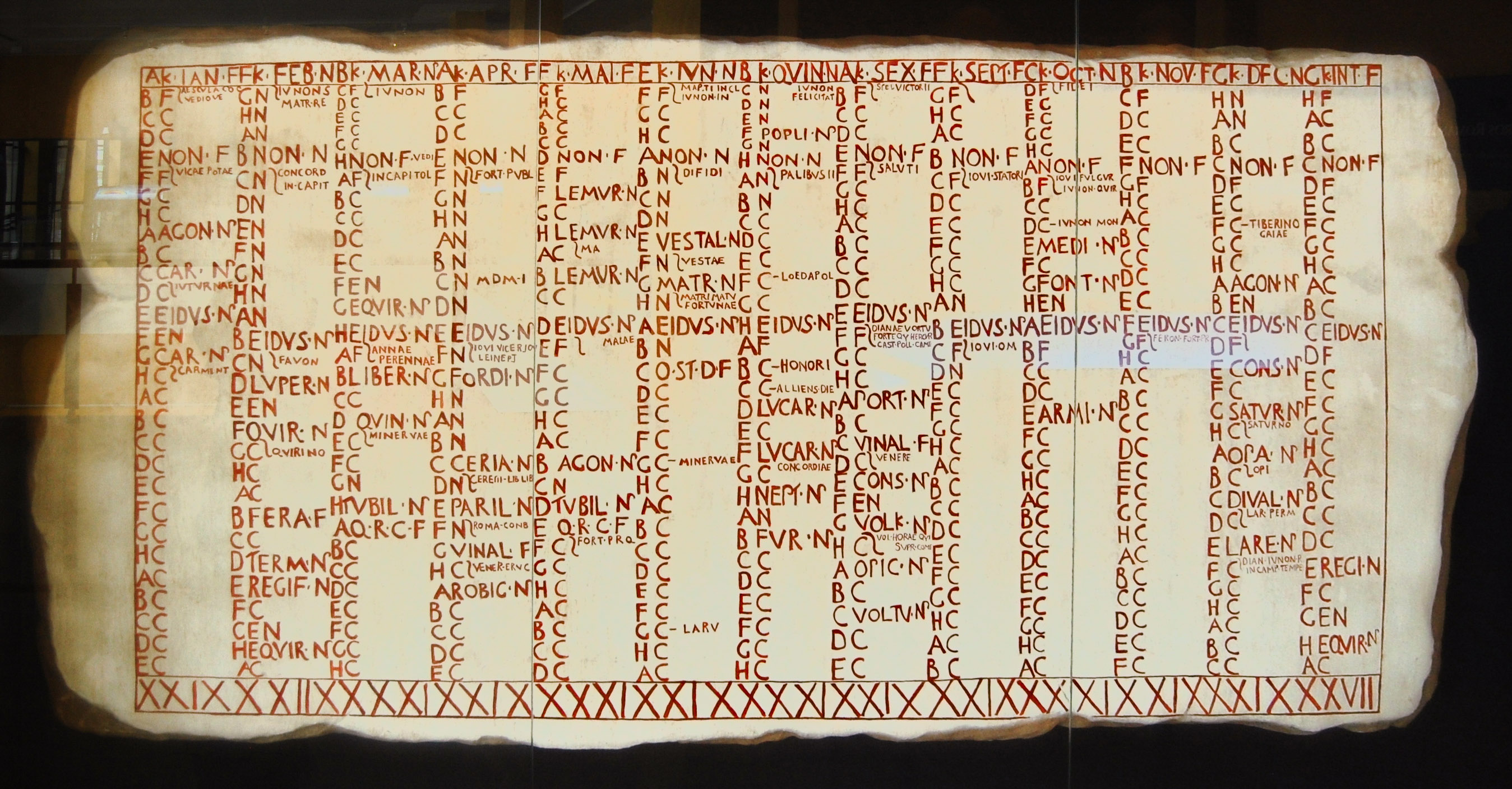
Reproduction du calendrier des Fasti Antiates maiores La fête est notée sur le mois de février et le mois de mars : EQUIR pour EQUIRia.

Varron définit les Equirria comme « consacré à des courses de chevaux dans le champ de Mars. ». Paul Diacre, abréviateur de Festus, attribue leur création à Romulus « EQUIRIA, jeux institués par Romulus en l'honneur de Mars ; ils consistaient en courses de chevaux qui se faisaient dans le Champ-de-Mars ». Les Fastes d'Ovide précisent que ce sont des courses de chars à deux roues, les biges « Mars aiguillonne les coursiers qu'il vient d'atteler à son char. C'est avec raison qu'on a laissé le nom d'Équiries à ces jeux qu'on célèbre sous les yeux du dieu lui-même, dans le champ qui lui est consacré ». Cette attribution à Romulus et à Mars est encore citée à la fin du IIe siècle par le polémiste chrétien Tertullien.
Une autre source, plus tardive, se trouve au Ve siècle dans le De Mensibus de Jean le Lydien, fonctionnaire à Constantinople. Son ouvrage sur les festivités du calendrier, « d'une déplorable confusion » selon les termes de Georges Dumézil, est une  compilation des textes plus anciens qui ont disparu. Il attribue l'organisation des premières courses de chars en février à la division du peuple romain en  trois tribus réalisée par Romulus. Chaque tribu est représentée par un char, associé à une couleur et une divinité : rouge et Mars, blanc avec Jupiter, vert et Vénus, ou bien selon une autre source de Jean le Lydien, rouge avec Mars, blanc avec l'Air, vert à Flora, bleu pour Saturne ou Neptune. Georges Dumézil considère que les deux énoncés ne sont pas contradictoires, car Jupiter est une divinité aérienne et Flora renvoie à Antho (« Fleur » en grec), fille d'Amulius d'Albe, protectrice de Romulus et Remus comme Vénus. Le char vert est clairement associé à Rome, car les Romains considérait comme un mauvais signe que le char vert arrive dernier, et considéraient que Rome même avait perdu. Dumézil note que l'organisateur de la course Romulus n'y participe pas et n'engage pas de char qui le représenterait.

## Analyse comparative
Georges Dumézil retrouve le schéma tripartite indo-européen dans la division en trois factions, religieuse et céleste (blanc et Air/Jupiter), héroïque (rouge et Mars) et productrice (vert et Vénus/Flora/Rome) sous le regard royal, transcendant et non engagé. Dans sa comparaison mythologique entre la tradition romaine et celle de l'Inde védique, il propose un rapprochement avec la course de char décrites dans le rituel védique du vajapeya, et dans celle des petits-fils de Yayati, où ce tripartisme apparaît dans les trois premiers chars, accompagnés du char royal, gagnant systématique d'une course truquée.